# Gorgota község
Gorgota község Prahova megyében, a Havasalföldön, Romániában. Hozzá tartozó települések: Crivina, Fânari, Gorgota, Poienarii Apostoli és Potigrafu.

## Elhelyezkedése
A község a megye déli részén, Ilfov megye határán található. Szomszédos községek: Puchenii Mari, Tinosu, Poienarii Burchii, Balta Doamnei.
A községet a DN1-es főút érinti.

## Demográfia
A 2011. évi népszámlálás szerint a község öt településén összesen 5207 fő él, (2002-ben 5554-en voltak). A lakosság 98,62 százaléka románnak vallotta magát.